# Tournoi de tennis de Caltanissetta
Le Citta di Caltanissetta est un tournoi de tennis professionnel masculin qui se déroule sur terre battue depuis 1999 dans la ville de Caltanissetta en Sicile. Faisant d'abord partie du circuit semi-professionnel ITF Satellite puis Futures, le tournoi devient membre du circuit Challenger en 2009. Avec une dotation de 127 000 €, il fait partie lors de sa dernière édition en 2018 des tournois les plus dotés du circuit secondaire de l'ATP.
Le tournoi Satellite se tenait à la mi-mars dans le cadre d'une tournée sicilienne de quatre semaines comprenant des étapes à Messine, Syracuse et Catane. Les tournois Futures et Challenger ont conservé ce créneau jusqu'en 2011. L'année suivante, l'épreuve est en effet déplacée début juin, la semaine suivant les Internationaux de France.
Considéré comme le tournoi le plus important d'Italie après le Masters de Rome, le tournoi disparait du calendrier en 2019 mais reste ouvert aux amateurs avec une dotation de 3000 €.

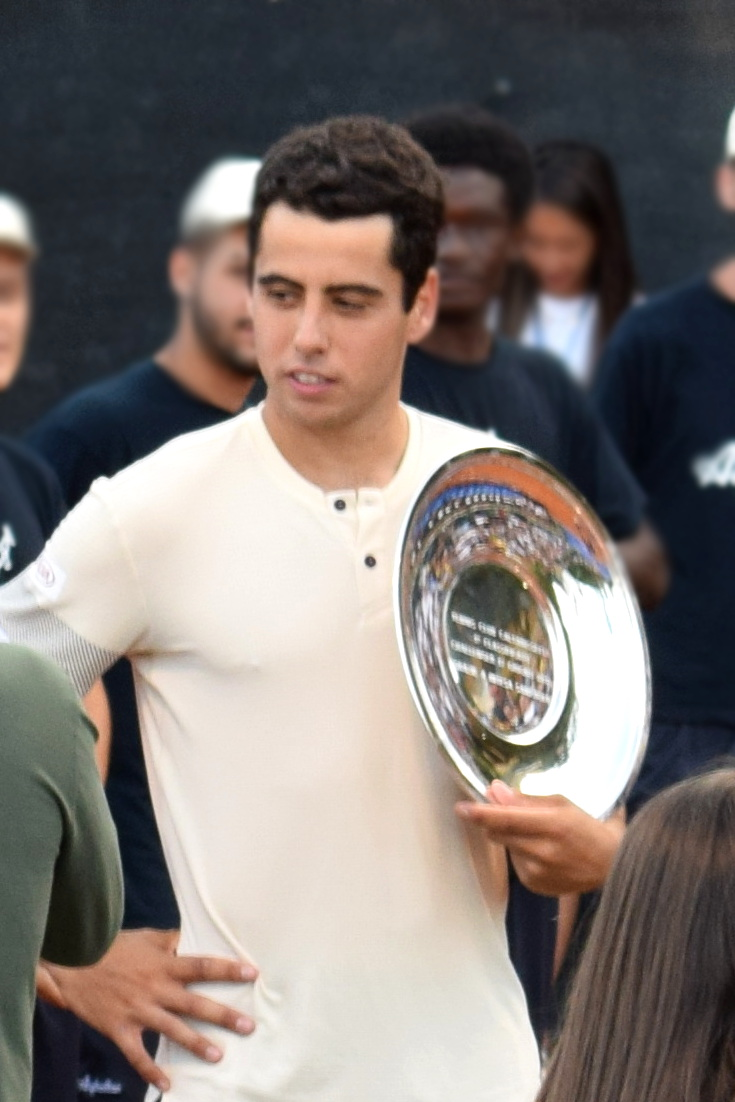
Jaume Munar lors de sa victoire en 2018.

## Palmarès

### Simple messieurs
| Année | Cat.       | Dotation     | Vainqueur             | Finaliste            | Score          | Tableau |
| ----- | ---------- | ------------ | --------------------- | -------------------- | -------------- | ------- |
| 1999  | Satellite  | 6 250 €      | Alexander Peya        | Fabio Maggi          | 7-5, 7-5       |         |
| 2000  | Satellite  | 6 250 €      | Diego Álvarez         | Matteo Colla         | 1-6, 6-1, 6-4  |         |
| 2001  | Satellite  | 6 250 €      | Hermes Gamonal        | Elia Grossi          | 6-0, 3-0 ab.   |         |
| 2002  | Satellite  | 6 250 €      | Stefan Wauters        | Matteo Colla         | 7-5, 6-4       |         |
| 2003  | Satellite  | 6 250 €      | Daniel Köllerer       | Oliver Marach        | 6-4, 4-6, 6-3  |         |
| 2004  | Satellite  | 6 250 €      | Éric Prodon           | Nick van der Meer    | 7-5, 7-5       |         |
| 2005  | Future     | 10 000 €     | Stefano Galvani       | Pablo Andújar        | 6-3, 6-0       |         |
| 2006  | Future     | 15 000 €     | Werner Eschauer       | Victor Crivoi        | 6-3, 2-6, 6-2  |         |
| 2007  | Future     | 15 000 €     | Giancarlo Petrazzuolo | Flavio Cipolla       | 6-3, 6-4       |         |
| 2008  | Future     | 10 000 €     | Gianluca Naso         | Enrico Burzi         | 6-4, 6-2       |         |
| 2009  | Challenger | 30 000 € +H  | Jesse Huta Galung     | Thiemo de Bakker     | 6-2, 6-3       |         |
| 2010  | Challenger | 42 500 € +H  | Robin Haase           | Matteo Trevisan      | 7-5, 6-3       |         |
| 2011  | Challenger | 30 000 € +H  | Andreas Haider-Maurer | Matteo Viola         | 6-1, 7-61      |         |
| 2012  | Challenger | 64 000 € +H  | Tommy Robredo         | Gastão Elias         | 6-3, 6-2       |         |
| 2013  | Challenger | 85 000 € +H  | Dušan Lajović         | Robin Haase          | 7-64, 6-3      |         |
| 2014  | Challenger | 106 500 € +H | Pablo Carreño-Busta   | Facundo Bagnis       | 4-6, 6-4, 6-1  |         |
| 2015  | Challenger | 106 500 € +H | Elias Ymer            | Bjorn Fratangelo     | 6-3, 6-2       |         |
| 2016  | Challenger | 106 500 € +H | Paolo Lorenzi         | Matteo Donati        | 6-3, 4-6, 7-67 |         |
| 2017  | Challenger | 127 000 € +H | Paolo Lorenzi         | Alessandro Giannessi | 6-4, 6-2       |         |
| 2018  | Challenger | 127 000 € +H | Jaume Munar           | Matteo Donati        | 6-2, 7-62      |         |

### Double messieurs
| Année | Vainqueurs                         | Finalistes                                | Score             | Tableau |
| ----- | ---------------------------------- | ----------------------------------------- | ----------------- | ------- |
| 2009  | Juan Pablo Brzezicki David Marrero | Daniele Bracciali Simone Vagnozzi         | 7-65, 6-3         |         |
| 2010  | David Marrero Santiago Ventura     | Uladzimir Ignatik Martin Kližan           | 7-63, 6-4         |         |
| 2011  | Daniele Bracciali Simone Vagnozzi  | Daniele Giorgini Adrian Ungur             | 3-6, 7-62, [10-7] |         |
| 2012  | Marcel Felder Antonio Veić         | Daniel Gimeno-Traver Iván Navarro         | 5-7, 7-65, [10-6] |         |
| 2013  | Dominik Meffert Philipp Oswald     | Alessandro Giannessi Potito Starace       | 6-2, 6-3          |         |
| 2014  | Daniele Bracciali Potito Starace   | Pablo Carreño-Busta Enrique López-Pérez   | 6-3, 6-3          |         |
| 2015  | Guido Andreozzi Guillermo Durán    | Lee Hsin-han Alessandro Motti             | 6-3, 6-2          |         |
| 2016  | Guido Andreozzi Andrés Molteni     | Marcelo Arévalo Miguel Ángel Reyes-Varela | 6-1, 6-2          |         |
| 2017  | James Cerretani Max Schnur         | Denys Molchanov Franko Škugor             | 6-3, 3-6, [10-6]  |         |
| 2018  | Federico Gaio Andrea Pellegrino    | Blaž Rola Jiří Veselý                     | 7-64, 7-65        |         |